# Benzenoidy

Pierścień benzenu – podstawowy element struktury benzenoidów

Benzenoidy – rodzaj organicznych związków chemicznych, których cechą jest obecność pierścienia benzenowego.

## Historia
Do ok. połowy XIX w. termin „benzoid” był używany jako synonim określenia „związek aromatyczny”. Zmieniło to się, gdy poznano węglowodory aromatyczne, które nie zawierają pierścienia benzenu. Ich przykładem może być azulen, zbudowany z dwóch skumulowanych pierścieni, 5- i 7-członowego, tworzących układ aromatyczny, spełniający regułę Hückla. Związki takie określane są jako niebenzoidowe związki aromatyczne.

## Biosynteza
Substratem do biosyntezy benzenoidów jest fenyloalanina, która w pierwszym etapie procesu jest deaminowana przez amoniako-liazę fenyloalaniny (EC 4.3.1.24) do kwasu trans-cynamonowego:
Ph−CH
2−CH(NH
2)−COOH  →  Ph−CH=CH−COOH + NH
3
W kolejnym etapie łańcuch boczny skracany jest o dwa atomy węgla. Reakcja ta przebiegać może różnymi ścieżkami, a produktem może być np. aldehyd benzoesowy, który przekształcany jest w kolejne związki benzenoidowe.